# 锡根
锡根（德語：Siegen，發音：[ˈziːɡn̩] ⓘ）是德国北莱茵-威斯特法伦州阿恩斯贝格行政区锡根-维特根施泰因县的城市，也是锡根-维特根施泰因县的县治，面积114.69平方千米，2023年12月31日人口为102,114人。
1975年，锡根人口数突破10万，成为“大城市”（Großstadt）。1923年—1975年，锡根曾为非县辖城市，之后并入锡根县（后更名为“锡根-维特根施泰因县”）。